# Univerza Kalifornije
Univerza Kalifornije (angleško University of California, okrajšano UC) je sistem javnih univerz v ameriški zvezni državi Kaliforniji, ki predstavlja enega od treh stebrov javnega visokega šolstva po usmeritvah kalifornijske državne vlade.
Sistem sestavlja deset univerzitetnih kampusov v različnih delih Kalifornije, en pravni kolidž v San Franciscu pod ločeno upravo in Lawrenceov nacionalni laboratorij v Berkeleyju, ki je formalno del sistema narodnih laboratorijev ameriškega ministrstva za energetiko, a je pod upravo univerze. Poleg tega je Univerza Kalifornije partner še pri dveh narodnih laboratorijih, Los Alamos in Lawrence Livermore.
S sistemom upravlja svet 18 regentov, ki jih imenuje kalifornijski guverner za mandat 12 let, enega študentskega predstavnika, ki je imenovan za eno leto, in sedem funkcionarjev na čelu s predsednikom. Od 30. septembra 2013 je predsednica Janet Napolitano.

## Kampusi
Prvi univerzitetni kampus, Berkeley, je bil ustanovljen leta 1868, zadnji, Merced, pa jeseni 2005. Vsak od njih se obravnava kot ločena univerza. Po uradnih podatkih imajo vsi skupaj preko 220.000 študentov in 170.000 članov osebja.
| Kampus        | Površina (Ha; 2010) | Ustanovljen | Vpisanih (jesen 2006) | Proračun[A] (2009/10) | Letni izdatki[A] (2006) | ARWU (2010) | QS (2010)  | THE (2010) | NSF[B] (2007) |
| ------------- | ------------------- | ----------- | --------------------- | --------------------- | ----------------------- | ----------- | ---------- | ---------- | ------------- |
| Berkeley      | 2703                | 1868        | 33.558                | 2,34                  | 1,59                    | 2.          | 28.        | 8.         | 15.           |
| Davis         | 2893                | 1908        | 29.637                | 0,54                  | 2,27                    | 49.         | 110.       | 54.        | 17.           |
| Irvine        | 596                 | 1965        | 25.024                | 0,21                  | 1,42                    | 46.         | 146.       | 49.        | 58.           |
| Los Angeles   | 170                 | 1919        | 37.221                | 1,88                  | 3,39                    | 13.         | 35.        | 11.        | 4.            |
| Merced        | 2851                | 2005        | 2.700                 | 0,02                  | 0,07                    | Neuvrščena  | Neuvrščena | Neuvrščena | Neuvrščena    |
| Riverside     | 781                 | 1954        | 20.746                | 0,11                  | 0,46                    | 101.–151.   | 285.       | 117.       | 113.          |
| San Diego     | 866                 | 1960        | 25.938                | 0,43                  | 2,08                    | 14.         | 65.        | 32.        | 6.            |
| San Francisco | 103                 | 1873        | 4.174                 | 1,11                  | 2,48                    | 18.         | Neuvrščena | Neuvrščena | 5.            |
| Santa Barbara | 427                 | 1909        | 21.016                | 0,15                  | 0,62                    | 32.         | 116.       | 29.        | 16.           |
| Santa Cruz    | 2464                | 1965        | 15.012                | 0,09                  | 0,45                    | 101.–151.   | 284.       | 68.        | 123.          |